# هولدن کیگ‌وود
هولدن کیگ‌وود (Holden Kingswood) خودرویی است که در سال‌های ۱۹۶۸ تا ۱۹۸۴تولید شده‌است.